# А (cirillico)
La А, minuscolo а, è la prima lettera dell'alfabeto cirillico. La А cirillica appare esattamente come la A dell'alfabeto latino. In russo, serbo, macedone e bulgaro viene pronunciata come la A italiana.
| Lettera cirillica | Pronuncia IPA | Trascrizione scientifica | Trascrizione italiana | Trascrizione inglese | Trascrizione tedesca | Trascrizione francese |
| ----------------- | ------------- | ------------------------ | --------------------- | -------------------- | -------------------- | --------------------- |
| А                 | /a/           | a                        | a                     | a                    | a                    | a                     |

## Posizione nei codici
| Nome carattere | Tipo      | Decimale | Esadecimale | Base otto | Binario          |
| -------------- | --------- | -------- | ----------- | --------- | ---------------- |
| Unicode        | Maiuscolo | 1040     | 0410        | 002020    | 0000010000010000 |
| Unicode        | Minuscolo | 1072     | 0430        | 002060    | 0000010000110000 |
| ISO 8859-5     | Maiuscolo | 176      | b0          | 260       | 0010110000       |
| ISO 8859-5     | Minuscolo | 208      | d0          | 320       | 0011010000       |
| KOI8           | Maiuscolo | 225      | e1          | 341       | 0011100001       |
| KOI8           | Minuscolo | 193      | c1          | 301       | 0011000001       |
| Windows-1251   | Maiuscolo | 192      | c0          | 300       | 0011000000       |
| Windows-1251   | Minuscolo | 224      | e0          | 340       | 0011100000       |

I corrispondenti codici HTML sono: &#1040; o &#x410; per il maiuscolo e &#1072; o &#x430; per il minuscolo.